# Oliver Hill
Pour les articles homonymes, voir Hill.
Oliver Hill, né en 1887 et mort en 1968, est un architecte britannique, architecte paysagiste et concepteur de jardin. Oliver Hill est apprenti chez un constructeur et un architecte, c'est un familier de Sir Edwin Lutyens. S'inscrivant à l'origine dans la tendance Arts and Crafts, il se tourne vers le modernisme dans les années 1930, favorisant des lignes courbes.
Hill est membre de l'Institut des architectes paysagistes, il est particulièrement connu pour ses villas.

## Travaux
- Fermer Moor, à Binfeld, Berks (modifications de 1910 à 1913) (à vérifier)
- Les stands d'exposition Moorcroft, Wedgwood et Pilkington / Twyford à la British Empire Exhibition, Wembley (1924)
- Copse Woodhouse, à Sainte-Marie Holmbury, Surrey (1926)
- 40 & 41 Chelsea Square, à Londres (1930)
- L'Hôtel Midland à Morecambe. (1932)
- La villa Joldwynds, Holmbury Hill à Holmbury St Mary, Surrey (1932 - 1934)
- La villa l'Escapade, anciennement Villa Eliza, allée des Bouleaux, Le Touquet-Paris-Plage
- La villa Landfall, à Poole, Dorset (1936-1938)
- L'école Whitwood Mere Infants School, à Castleford, Yorkshire de l'Ouest (1939-41)
- Le Prieuré, à Newnton Long, Tetbury (1963)